# مالیک هریس
مالیک هریس (به انگلیسی: Malik Harris) (زاده ۲۷ اوت ۱۹۹۷) خواننده آلمانی است.
او نماینده آلمان در یوروویژن ۲۰۲۲ بود.